# آق‌تپه (افغانستان)
آق‌تپه شهری در ولایت قندوز افغانستان است که مرکز ولسوالی قلعه ذال می‌باشد. این شهر تقریبا بیشترین  خانوادۀ ترکمن را در خود جای داده است.